# KWG (Rundfunksender)
KWG ist eine katholische Radiostation in Stockton, Kalifornien, USA. Die Station strahlt ein religiöses  Programm unter dem Eigentümer Immaculate Heart Radio aus. Das Signal auf 1230 kHz soll die Diözese Stockton abdecken.
Der Radiosender KWG, der einer der ältesten Radiosender in den USA ist, ging am 7. Dezember 1921 auf Sendung und war einer der letzten Rundfunksender, dessen Antenne von Holzmasten getragen wurde.
Bis Mitte der 1990er Jahre verwendete KWG als Sendeantenne eine T-Antenne, die von zwei je 60 Meter hohen, auf dem Sendegebäude befindlichen Holzmasten getragen wurde. Nachdem diese Antenne durch einen neben dem Stationsgebäude stehenden selbststrahlenden Sendemasten ersetzt wurde, wurde die Spitze der Masten abgesägt und ist inzwischen komplett entfernt worden.